# Troiani (soldati)

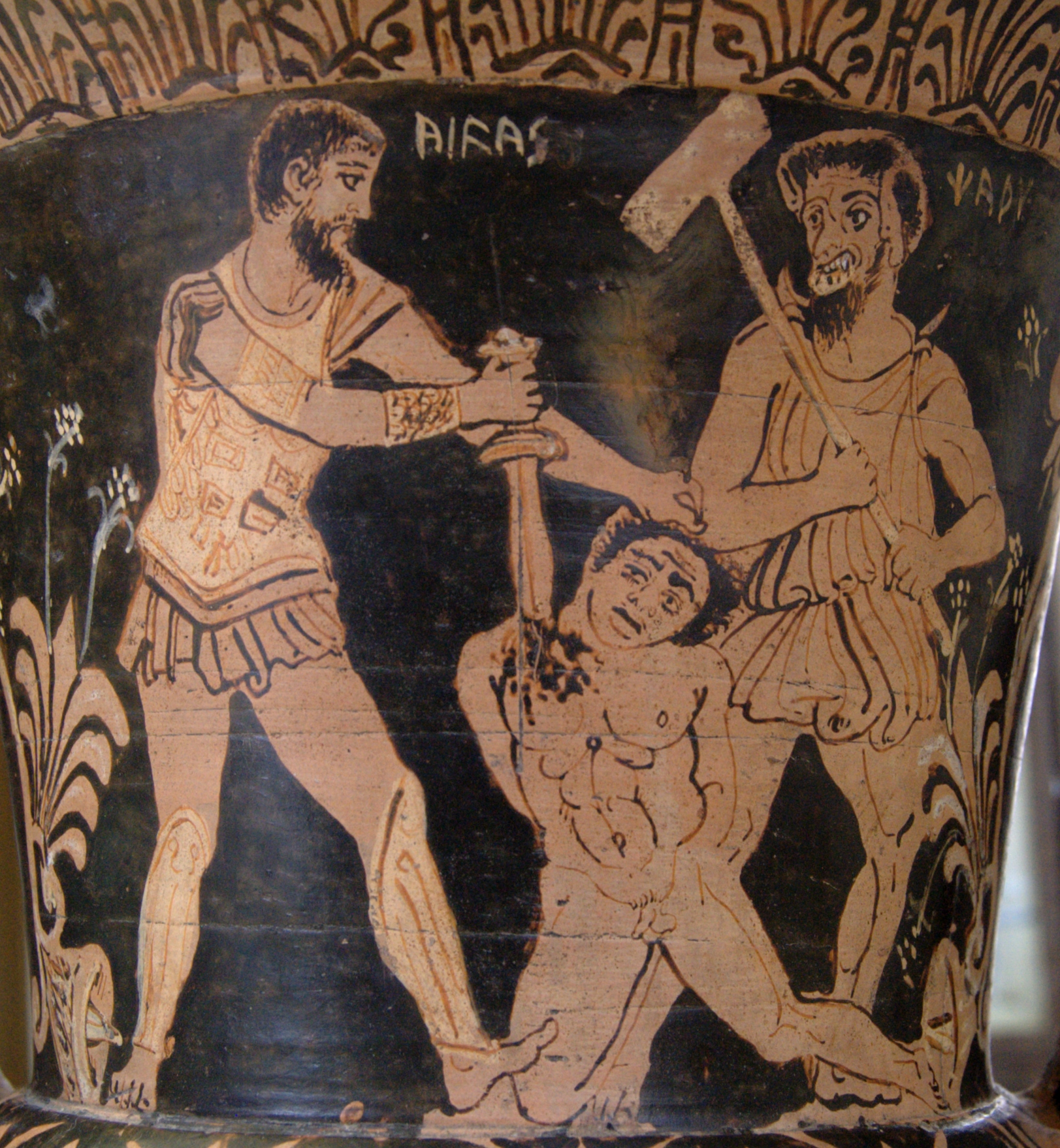
Aiace Telamonio, alla presenza di Caronte, sacrifica un prigioniero troiano. Zona A da ima cratere-kylix Etrusco a figure rosse, fine del IV secolo a.C., Parigi, Musée du Louvre.

Qui di seguito viene riportata la lista completa di tutti i soldati Troiani (ad eccezione dei capitani) che combatterono contro gli Achei nella guerra di Troia.
- Abante, guerriero troiano, figlio dell'anziano indovino Euridamante, fratello di Poliido. Venne ucciso da Diomede.[1]
- Abante, guerriero troiano, venne ucciso da Stenelo[non chiaro], un capitano Argivo.[2]
- Ablero, guerriero troiano, venne ucciso dall'eroe Antiloco, figlio di Nestore.[3]
- Adamante, valoroso combattente troiano, figlio di Asio (il fratello di Ecuba). Finì ucciso da Merione, scudiero di Idomeneo.[4]
- Admeto, guerriero troiano, venne ucciso da Filottete, arciere figlio di Peante.[5]
- Adrasto, guerriero troiano, venne ucciso da Patroclo.[6]
- Aganippo, guerriero troiano, venne ucciso da Aiace Telamonio.[7]
- Agastrofo, valoroso eroe troiano, figlio di Peone e di Cleomede, cadde in combattimento ucciso da Diomede.[8]
- Agelao, guerriero troiano, figlio di Fradmone, venne ucciso dall'eroe Diomede, mentre cercava di sfuggirgli con i suoi cavalli.[9]
- Agenore, valoroso capitano troiano, figlio di Antenore e Teano. Aveva un figlio, anch'esso guerriero, Echeclo, il quale venne ucciso da Achille nella guerra di Troia. Agenore faceva parte dello stesso gruppo militare di Paride e Alcatoo, nel libro XIII dell'Iliade. Proprio di lui si servirà Apollo, il quale preso l'aspetto dell'eroe, riuscì ad ingannare il temibile Achille. Il troiano stesso morirà nella guerra, ucciso da Neottolemo, figlio di Achille.[10]
- Agestrato, guerriero troiano, venne ucciso da Aiace Telamonio.[7]
- Alastore, combattente proveniente dalla Licia, alleato dei Troiani, venne ucciso da Odisseo.[11][12]
- Alcandro, guerriero licio, venne ucciso da Odisseo.
- Alceo, guerriero alleato dei Troiani, proveniente dalla Caria, una regione sud-occidentale dell'Asia Minore, figlio di Margaso e Fillide. Venne ucciso da Mege.[13]
- Alcatoo, valoroso guerriero troiano, appartenente allo stesso gruppo di Paride e Agenore.[14] Era figlio di Esiete e marito di Ippodamia, sorella di Enea. Alcatoo venne ucciso da Idomeneo di Creta.[15]
- Alcatoo, guerriero troiano, ucciso da Achille.[16]
- Alcidamante, guerriero licio, figlio di Alessinomo da Cauno, città della Licia. Alcidamante venne ucciso da Neottolemo.[17]
- Alcone, guerriero troiano, figlio di Megacle. Venne ucciso da Odisseo, a Troia.[18]
- Alcioneo, combattente Etiope, che accompagnò Memnone alla guerra di Troia.[19]
- Alessippo, combattente Etiope, che accompagnò Memnone alla guerra di Troia.[20]

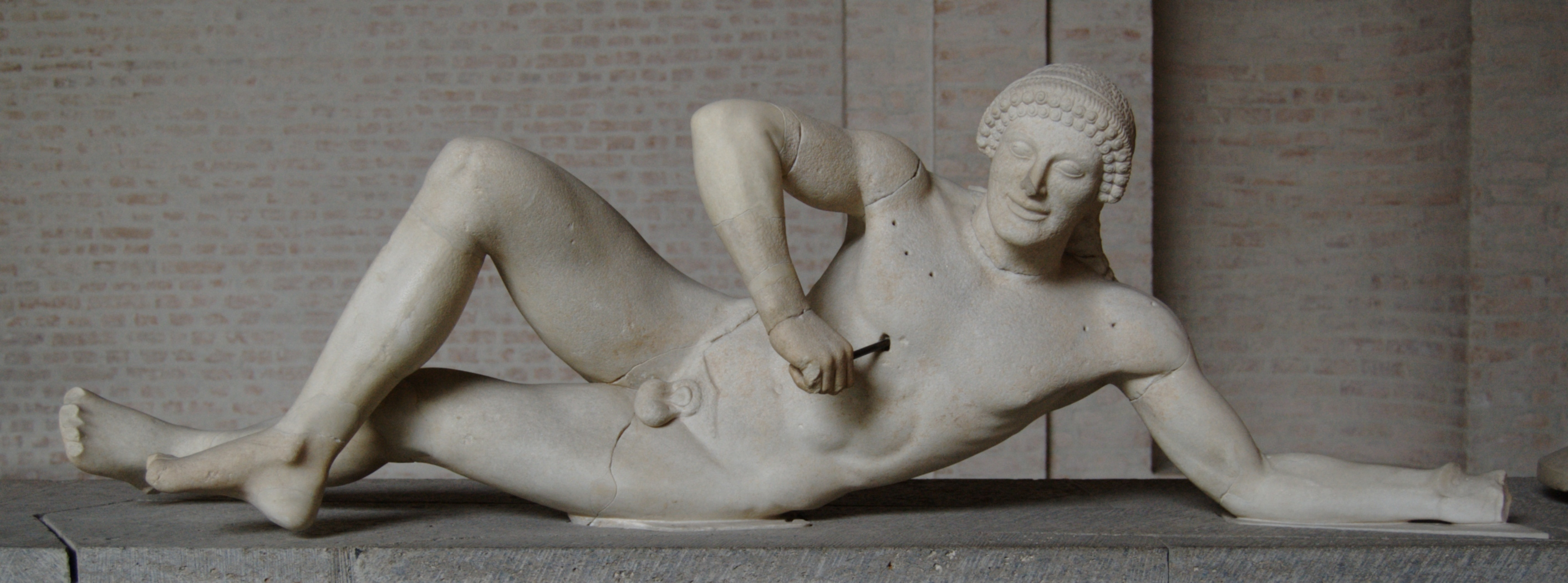
Guerriero troiano ferito, dal Tempio di Afaia, Monaco di Baviera, Gliptoteca.

- Enio, combattente alleato dei Troiani, proveniente dalla Peonia, regione dell'Asia Minore. Schieratosi dalla parte di questi ultimi, venne ucciso da Achille.[21]
- Eno, combattente alleato dei Troiani, originario di Ceteio, in Asia Minore. Venne ucciso dall'eroe Odisseo.[22]
- Esepo, valoroso guerriero troiano, figlio di Bucolione e della ninfa naiade Abarbarea. Suo padre, figlio illegittimo di Laomedonte, era dunque fratellastro del re Priamo. Esepo si schierò dalla parte dei Troiani contro gli Achei, ma venne ucciso dal capitano acheo Eurialo, figlio del re Mechisteo di Argo.[23]
- Etico, illustre campione del popolo dei Paflagoni, partecipò alla guerra, alleandosi con i Troiani per combattere gli Achei.[24]